# 백분율 기호
백분율 기호(%) 또는 퍼센트 기호는 백분율(앞 수가 100으로 나뉜 것)을 나타내는 데 쓰이는 기호로, 유니코드에는 U+0025에 할당되어 있다. 관련된 기호로 천분율 기호 ‰(U+2030)과 만분율 기호 ‱(U+2031, 베이시스 포인트라고도 함)가 있는데, 각각 1000분의 1과 10000분의 1을 가리킨다. 이보다 더 높은 비율은 parts-per 표기법을 사용한다.
50%처럼 수와 % 사이에 공백을 두지 않는 것이 스타일 지침의 일반적인 관례이다. 그러나 국제표준화기구의 ISO 31-0 표준에서는 50 %처럼 수와 % 사이에 공백을 두어야 한다.

## 발전 과정
이 기호는 대각선이 아닌 수평선이라는 점이 현재의 것과 다른 1650년경의 유사한 기호로부터 발전했는데, 그것은 원래 1425년경 이탈리어 per cento, 즉 “100에 대하여”라는 의미의 “P cento”의 축약형에서 발전한 것이다.

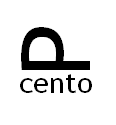
15세기의 "%", per cento의 축약향.
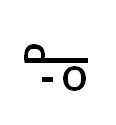
17세기의 "%", cento에서 o만 남음
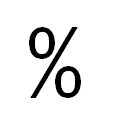
18세기 이후의 "%", 대각선에 주목

## 컴퓨터에서의%
퍼센트 문자는 ASCII, 유니코드를 비롯한 대부분의 문자 집합 및 인코딩에 들어 있으며, 보통 0x25(십진수 37)에 배당되어 있다. 유니코드에는 % 기호의 양쪽 귀퉁이의 동그라미 두 개가 사각형 점으로 바뀐 아라비아 퍼센트 기호(٪: U+066A)도 배정되어 있다.
퍼센트 문자는 컴퓨터 프로그래밍 언어에서 나머지 연산 연산자로도 사용된다. 가능한 정밀도 내에서 나머지 없는 나눗셈의 몫을 구하는 / (슬래시)와 달리 퍼센트 기호는 나눗셈의 나머지를 구할 때 사용한다. 이런 관례는 C에서 유래하여 널리 쓰이게 된 것이지만 그 이전의 B 프로그래밍 언어에도 존재했다.
또한 퍼센트 문자는 URI에서 직접 사용할 수 없는 옥텟을 표현하기 위해 사용된다. 즉, %25는 0x25라는 값을 가지는 옥텟, 즉 퍼센트 기호 자신을 나타낸다. SQL을 비롯한 몇몇 프로그래밍 언어에서는 모든 값을 나타내는 와일드 카드로 퍼센트 기호를 쓰기도 한다.

## 유니코드
- U+0025 % percent sign (HTML &#37;, &percnt;[5]),
- U+2030 ‰ per mille sign (HTML: &#8240; &permil;),
- U+2031 ‱ per ten thousand sign (HTML: &#8241;)
- U+FF05 ％ fullwidth percent sign (HTML: &#65285;)
- U+FE6A ﹪ small percent sign (HTML: &#65130;)
- U+066A ٪ arabic percent sign (HTML: &#1642;)

## 같이 보기
- %p
- 백분율